# 트림
트림은 소화 기관으로부터 입으로의 기체의 발생을 수반한다. 전형적인 소리를 동반하며 입냄새를 일으킬 수도 있다. 세계 대부분 지역에서, 소리를 내어 트림을 하는 일은 예의에 바르지 않은 일로 여겨지지만 캐나다의 이뉴잇족에게는 음식에 대한 감사에 대한 표현이다.

## 생리학
트림은 일반적으로 먹거나 마시는 행위 이후 배출 시 공기 연하가 유발되므로 이 경우 배출된 기체는 주로 질소와 산소의 혼합물이다. 트림은 맥주나 청량음료와 같은 탄산음료를 마심으로써 발생할 수도 있으며, 이 경우 배출된 기체는 주로 음료 자체에서 기원되는 이산화 탄소이다. 메트포르민, 바이에타 등의 당뇨 약물은 특히 많은 양을 복용할 때 트림이 발생할 수 있다. 이는 수주 안에 해결되는 것이 보통이다.
갓난아기들은 스스로 트림을 할 능력이 없어, 보호자가 등을 두드려 트림을 해줘야한다. 보통 생후 6~8개월이 지나가거나 분유를 먹지 않고 이유식을 먹기 시작하면 스스로 트림을 하기 시작한다. 소의 트림은 지구온난화의 원인이다.

## 문화적 수용
중국과 인도 등 일부 문화에서는 트림을 특정한 환경에서 수용할 수 있는 것으로 간주한다. 일본에서 식사 중 트림을 하는 것은 예의가 없는 것으로 간주한다. 북아메리카, 유럽 문화 등 특히 서양 문화에서 트림은 또한 예의가 없는 것으로 간주된다.

## 같이 보기
- 방귀
- 딸꾹질